# 9, le film
Pour plus de détails, voir Fiche technique et Distribution.
9, le film est un film québécois réalisé par Stéphane E. Roy, Luc Picard, Ricardo Trogi, Jean-Philippe Duval, Micheline Lanctôt, Érik Canuel, Claude Brie, Marc Labrèche et Éric Tessier, sorti en 2016.
Adapté par Stéphane E. Roy de sa pièce Neuf variations sur le vide, il englobe plusieurs genres dont le drame, la comédie et la satire sur neuf histoires différentes. Il a remporté le prix du public au Festival du cinéma québécois à Cannes. 

## Synopsis
Plusieurs personnes assistent à la conférence de Marc Gauthier, qui parle de l'incommunication et de la solitude. À travers cette conférence, neuf personnages se croisent à travers des histoires qui ont le même but : trouver une solution au vide qui les habite.

## Fiche technique
Source : IMDb et Films du Québec
- Titre original : 9, le film
- Réalisation : Stéphane E. Roy (Abus), Luc Picard (Subitement), Ricardo Trogi (Fuite), Jean-Philippe Duval (Hystérie), Micheline Lanctôt (Je me souviens), Érik Canuel (Halte routière), Claude Brie (Banqueroute), Marc Labrèche (Le Lecteur) et Éric Tessier (Eccéité)
- Scénario : Stéphane E. Roy, d'après sa pièce Neuf variations sur le vide
- Musique : Ludovic Bonnier, Anthony Rozankovic
- Direction artistique : Guillaume Couture
- Décors : Mathieu Caron
- Costumes : Claire Nadon
- Maquillage : Joan-Patricia Parris
- Coiffure : Corald Giroux
- Photographie : Vincent Biron (Le Lecteur), Yves Bélanger (Hystérie et Eccéité), Bernard Couture (Halte routière), François Dutil (Subitement et Eccéité), Alexandre Lampron (Je me souviens), Ronald Plante (Fuite), Claudine Sauvé (Abus), Nicolas Venne (Banqueroute)
- Son : Jean-Sébastien Roy, Marc Tawil, Jean-François Roy, Sylvain Brassard
- Montage : Alain Baril (Abus, Banqueroute et Eccéité), Matthieu Paradis (Abus et Banqueroute), Carina Baccanale (Halte routière),  Aube Foglia (Je me souviens), Gaétan Huot (Subitement),  Carmen Mélanie Pépin et Hélène Girard (Le Lecteur), Myriam Poirier (Hystérie), Yvann Thibaudeau (Fuite)
- Production : Luc Châtelain, Stéphanie Pages ; Daniel Morin (délégué)
- Société de production : Echo Media
- Société de distribution : Maison 4:3 (anciennement connu sous le nom de L'Atelier de distribution de films)
- Budget : 1,5 million $ CA
- Pays de production :  Canada
- Langue originale : français québécois
- Format : couleur et noir et blanc
- Genre : film à sketches, comédie dramatique
- Durée : 98 minutes
  - Canada : 6 septembre 2016 (première au théâtre Outremont à Montréal)
  - Canada : 9 septembre 2016 (sortie en salle au Québec)

## Distribution
- Anne-Marie Cadieux : Annabelle (Abus)
- Christian Bégin : Christian (Abus)
- Benoît Dutrizac : Benoît (Abus)
- Alexis Martin : le veuf (Subitement)
- Sophie Cadieux : Sarah (Subitement)
- Charlotte Aubin : Maryse (Subitement)
- Marie-Ginette Guay : l'admiratrice (Subitement)
- Hélène Bourgeois Leclerc : Sophie, la femme en voyage (Fuite)
- Pierre-François Legendre : Richard, l'homme en voyage (Fuite)
- François Papineau : Michel Poitras, le réalisateur (Hystérie)
- Bénédicte Décary : Claudia Laurendeau, l'actrice (Hystérie)
- Anne-Élisabeth Bossé : Mireille Beauchemin (Je me souviens)
- Magalie Lépine-Blondeau : Viviane Desmarais (Je me souviens)
- Nicolas Canuel : Martin, le camionneur (Halte routière)
- Maxim Gaudette : Yves, l'autre camionneur (Halte routière)
- Sylvain Marcel : Louis, l'homme en retard à la banque (Banqueroute)
- Marianne Farley : l'employée de la banque (Banqueroute)
- Diane Lavallée : la directrice de la banque (Banqueroute)
- Goûchy Boy : le gardien de sécurité (Banqueroute)
- Marc Labrèche : Jean-François Emmanuel, le client (Le Lecteur)
- Marc Fournier : Matthieu avec deux "t", le vendeur (Le Lecteur)
- Ariel Ifergan : le gérant (Le Lecteur)
- Stéphane E. Roy : Marc Gauthier (Eccéité)
- Noémie Godin-Vigneau : Marie-Louise, une amie de Marc (Eccéité)